# Дейл, Дэвид Кеннет Хэй
Дэвид Кеннет Хэй Дэйл (англ. David Kenneth Hay Dale, 27 января 1927 — 8 ноября 2001, Сомерсет, Великобритания) — британский государственный и колониальный деятель, губернатор Монтсеррата (1980—1984).

## Биография
- 1975—1976 гг. — являлся администратором Британской территории в Индийском океане,
- 1980—1984 гг. — губернатор Монтсеррата.